# Dicranopteris pedata
Dicranopteris pedata là một loài dương xỉ trong họ Gleicheniaceae. Loài này được Houtt. Nakaike mô tả khoa học đầu tiên năm 1975.